# The Damn Tour
The Damn Tour (stilizzato come The DAMN. Tour) è stato il terzo tour musicale del rapper statunitense Kendrick Lamar, a supporto del suo quarto album in studio Damn (2017). 
Ha avuto inizio a Glendale il 12 luglio 2017 e si è concluso a Seul, in Corea del Sud, il 30 luglio dell'anno successivo. Secondo Pollstar, il Damn Tour ha incassato in totale $41.4 milioni con 452 387 biglietti venduti solamente con gli spettacoli in Nord America.

## Scaletta
Questa scaletta rappresenta quella del concerto avvenuto il 12 luglio 2017 a Glendale. Non è pertanto rappresentativa di tutti gli spettacoli del tour.
1. DNA
2. Element
3. King Kunta
4. Untitled 07 – 2014 - 2016
5. untitled 02 | 06.23.2014
6. Mask Off (cover di Future)
7. Collard Greens
8. Swimming Pools (Drank)
9. Backseat Freestyle
10. Loyalty
11. Lust
12. Money Trees
13. M.A.A.D City
14. XXX
15. Pride
16. Love
17. Bitch, Don't Kill My Vibe
18. Alright
19. Humble
20. Feel
21. God

### Variazioni della scaletta
Lamar si è esibito in alcuni duetti con artisti ospiti in alcune date del tour.
- Durante il concerto a Brooklyn del 23 luglio 2017, Kendrick Lamar ha eseguito 4 AM con 2 Chainz e Travis Scott.[4]
- Durante il concerto a Auburn Hills del 26 luglio 2017, Kendrick Lamar ha eseguito Deja Vu con J. Cole.[5]
- Durante il concerto a Chicago del 27 luglio 2017, Kendrick Lamar ha eseguito No Problem con Chance the Rapper.[6]
- Durante il concerto a Los Angeles del 9 agosto 2017, Kendrick Lamar ha eseguito That Part con Schoolboy Q, Money Trees con Jay Rock e Love Galore con SZA.[7]

## Artisti d'apertura
La seguente lista rappresenta il numero correlato agli artisti d'apertura nella tabella delle date del tour.
- Travis Scott = 1
- DRAM = 2
- YG = 3
- James Blake = 4
- SiR = 5

## Date del tour
| Data              | Città                | Paese         | Luogo                         | Artisti d'apertura | Biglietti venduti / Biglietti disponibili | Incasso      |
| Nord America      | Nord America         | Nord America  | Nord America                  | Nord America       | Nord America                              | Nord America |
| ----------------- | -------------------- | ------------- | ----------------------------- | ------------------ | ----------------------------------------- | ------------ |
| 12 luglio 2017    | Glendale             | Stati Uniti   | Gila River Arena              | 1 ; 2              | 12.986 / 13.184                           | $1.050.060   |
| 14 luglio 2017    | Dallas               | Stati Uniti   | American Airlines Center      | 1 ; 2              | 13.362 / 13.362                           | $1.352.113   |
| 15 luglio 2017    | Houston              | Stati Uniti   | Toyota Center                 | 1 ; 2              | 11.441 / 11.441                           | $1.249.664   |
| 17 luglio 2017    | Duluth               | Stati Uniti   | Infinite Energy Arena         | 1 ; 2              | 9.846 / 9.846                             | $943.090     |
| 19 luglio 2017    | Filadelfia           | Stati Uniti   | Wells Fargo Center            | 1 ; 2              | 13.513 / 13.742                           | $1.330.647   |
| 20 luglio 2017    | New York             | Stati Uniti   | Barclays Center               | 1 ; 2              | 28.174 / 28.174                           | $3.074.047   |
| 21 luglio 2017    | Washington           | Stati Uniti   | Verizon Center                | 1 ; 2              | 12.944 / 13.186                           | $1.375.048   |
| 22 luglio 2017    | Boston               | Stati Uniti   | TD Garden                     | 1 ; 2              | 12.773 / 12.889                           | $1.400.540   |
| 23 luglio 2017    | New York             | Stati Uniti   | Barclays Center               | 1 ; 2              | [ 8 ]                                     | [ 8 ]        |
| 25 luglio 2017    | Toronto              | Canada        | Scotiabank Arena              | 1 ; 2              | 26.473 / 26.473                           | $2.599.580   |
| 26 luglio 2017    | Auburn Hills         | Stati Uniti   | The Palace of Auburn Hills    | 1 ; 2              | 13.070 / 13.173                           | $1.301.448   |
| 27 luglio 2017    | Chicago              | Stati Uniti   | United Center                 | 1 ; 2              | 24.727 / 26.316                           | $2.415.331   |
| 29 luglio 2017    | Denver               | Stati Uniti   | Pepsi Center                  | 1 ; 2              | 13.140 / 13.266                           | $1.154.190   |
| 1º agosto 2017    | Tacoma               | Stati Uniti   | Tacoma Dome                   | 1 ; 2              | 18.590 / 18.590                           | $1.278.663   |
| 2 agosto 2017     | Vancouver            | Canada        | Rogers Arena                  | 1 ; 2              | 13.938 / 13.938                           | $1.228.590   |
| 4 agosto 2017     | Oakland              | Stati Uniti   | Oracle Arena                  | 1 ; 2              | 14.179 / 14.179                           | $1.373.996   |
| 5 agosto 2017     | Las Vegas            | Stati Uniti   | T-Mobile Arena                | 1 ; 2              | 14.499 / 14.499                           | $1.439.417   |
| 6 agosto 2017     | Los Angeles          | Stati Uniti   | Staples Center                | 1 ; 2              | 40.425 / 40.425                           | $3.847.175   |
| 8 agosto 2017     | Los Angeles          | Stati Uniti   | Staples Center                | 1 ; 2              | 40.425 / 40.425                           | $3.847.175   |
| 9 agosto 2017     | Los Angeles          | Stati Uniti   | Staples Center                | 1 ; 2              | 40.425 / 40.425                           | $3.847.175   |
| 11 agosto 2017    | Anaheim              | Stati Uniti   | Honda Center                  | 2 ; 3              | 12.275 / 14.443                           | $1.181.276   |
| 12 agosto 2017    | San Jose             | Stati Uniti   | SAP Center                    | 2 ; 3              | 12.713 / 12.971                           | $1.239.832   |
| 13 agosto 2017    | Sacramento           | Stati Uniti   | Golden 1 Center               | 2 ; 3              | 11.191 / 12.272                           | $896.190     |
| 16 agosto 2017    | Kansas City          | Stati Uniti   | Sprint Center                 | 2 ; 3              | 10.560 / 11.161                           | $728.344     |
| 18 agosto 2017    | Lincoln              | Stati Uniti   | Pinnacle Bank Arena           | 2 ; 3              | 11.140 / 11.554                           | $677.964     |
| 19 agosto 2017    | Saint Paul           | Stati Uniti   | Xcel Energy Center            | 2 ; 3              | 14.458 / 14.614                           | $1.079.941   |
| 20 agosto 2017    | Chicago              | Stati Uniti   | United Center                 | 2 ; 3              | [ 9 ]                                     | [ 9 ]        |
| 22 agosto 2017    | Columbus             | Stati Uniti   | Schottenstein Center          | 2 ; 3              | 11.423 / 11.733                           | $802.906     |
| 23 agosto 2017    | Toronto              | Canada        | Scotiabank Arena              | 2 ; 3              | [ 10 ]                                    | [ 10 ]       |
| 14 agosto 2017    | Montréal             | Canada        | Bell Centre                   | 2 ; 3              | 10.769 / 13.132                           | $930.271     |
| 25 agosto 2017    | Newark               | Stati Uniti   | Prudential Center             | 2 ; 3              | 10.314 / 10.976                           | $887.745     |
| 29 agosto 2017    | Charlotte            | Stati Uniti   | Spectrum Center               | 2 ; 3              | 10.591 / 11.082                           | $686.960     |
| 30 agosto 2017    | Nashville            | Stati Uniti   | Bridgestone Arena             | 2 ; 3              | 15.206 / 15.206                           | $949.292     |
| 1º settembre 2017 | Tampa                | Stati Uniti   | Amalie Arena                  | 2 ; 3              | 12.103 / 12.353                           | $834.155     |
| 2 settembre 2017  | Miami                | Stati Uniti   | American Airlines Arena       | 2 ; 3              | 12.256 / 12.718                           | $1.140.921   |
| Europa            |                      |               |                               |                    |                                           |              |
| 7 febbraio 2018   | Dublino              | Irlanda       | 3Arena                        | 4                  | N.D.                                      | N.D.         |
| 9 febbraio 2018   | Birmingham           | Regno Unito   | Genting Arena                 | 4                  | N.D.                                      | N.D.         |
| 10 febbraio 2018  | Manchester           | Regno Unito   | Manchester Arena              | 4                  | 14.485 / 14.485                           | $1.408.370   |
| 11 febbraio 2018  | Glasgow              | Regno Unito   | The SSE Hydro                 | 4                  | 11.854 / 11.854                           | $1.089.330   |
| 12 febbraio 2018  | Londra               | Regno Unito   | The O2 Arena                  | 4                  | 34.877 / 34.877                           | $3.284.010   |
| 13 febbraio 2018  | Londra               | Regno Unito   | The O2 Arena                  | 4                  | 34.877 / 34.877                           | $3.284.010   |
| 15 febbraio 2018  | Francoforte sul Meno | Germania      | Festhalle                     | 4                  | N/A                                       | N/A          |
| 20 febbraio 2018  | Londra               | Regno Unito   | Wembley Arena                 | 4                  | 10.049 / 10.049                           | $996.903     |
| 22 febbraio 2018  | Colonia              | Germania      | Lanxess Arena                 | 4                  | N.D.                                      | N.D.         |
| 23 febbraio 2018  | Amsterdam            | Paesi Bassi   | Ziggo Dome                    | 4                  | N.D.                                      | N.D.         |
| 25 febbraio 2018  | Parigi               | Francia       | AccorHotels Arena             | 4                  | N.D.                                      | N.D.         |
| 26 febbraio 2018  | Parigi               | Francia       | AccorHotels Arena             | 4                  | N.D.                                      | N.D.         |
| 27 febbraio 2018  | Anversa              | Belgio        | Sportpaleis                   | 4                  | N.D.                                      | N.D.         |
| 1º marzo 2018     | Copenaghen           | Danimarca     | Royal Arena                   | 4                  | N.D.                                      | N.D.         |
| 2 marzo 2018      | Oslo                 | Norvegia      | Telenor Arena                 | 4                  | N.D.                                      | N.D.         |
| 3 marzo 2018      | Stoccolma            | Svezia        | Ericsson Globe                | 4                  | N.D.                                      | N.D.         |
| 5 marzo 2018      | Berlino              | Germania      | Mercedes-Benz Arena           | 4                  | 13.977 / 13.977                           | $1.093.940   |
| Oceania           |                      |               |                               |                    |                                           |              |
| 10 luglio 2018    | Perth                | Australia     | Perth Arena                   | 5                  | 13.988 / 13.988                           | $1.588.770   |
| 13 luglio 2018    | Melbourne            | Australia     | Rod Laver Arena               | 5                  | N.D.                                      | N.D.         |
| 14 luglio 2018    | Melbourne            | Australia     | Rod Laver Arena               | 5                  | N.D.                                      | N.D.         |
| 15 luglio 2018    | Adelaide             | Australia     | Adelaide Entertainment Centre | 5                  | N.D.                                      | N.D.         |
| 17 luglio 2018    | Dunedin              | Nuova Zelanda | Forsyth Barr Stadium          | 5                  | N.D.                                      | N.D.         |
| 19 luglio 2018    | Auckland             | Nuova Zelanda | Spark Arena                   | 5                  | N.D.                                      | N.D.         |
| 20 luglio 2018    | Auckland             | Nuova Zelanda | Spark Arena                   | 5                  | N.D.                                      | N.D.         |
| 24 luglio 2018    | Sydney               | Australia     | Qudos Bank Arena              | 5                  | N.D.                                      | N.D.         |
| 25 luglio 2018    | Sydney               | Australia     | Qudos Bank Arena              | 5                  | N.D.                                      | N.D.         |
| Asia              |                      |               |                               |                    |                                           |              |
| 30 luglio 2018    | Seul                 | Corea del Sud | Jamsil Auxiliary Stadium      | 5                  | N.D.                                      | N.D.         |
| Totale            | Totale               | Totale        | Totale                        | Totale             | 791.728                                   | $71.802.433  |